# Crinum belleymei
Crinum belleymei là một loài thực vật có hoa trong họ Amaryllidaceae. Loài này được Hérincq mô tả khoa học đầu tiên năm 1857.